# Ignacy Hołowiński
Ignacy Hołowiński (pseud. Żegota Kostrowiec, Ignacy Kefaliński) (ur. 23 września?/5 października 1807 w miejscowości Owrucz na Polesiu Wołyńskim, zm. 19 października 1855 w Petersburgu) – polski duchowny rzymskokatolicki, arcybiskup metropolita mohylewski w latach 1851–1855, profesor Uniwersytetu Kijowskiego, potem Akademii Duchownej w Petersburgu, apologeta i patrolog, pisarz i tłumacz.
Był synem Piotra i Dominiki z Łęskich. Ukończył szkołę pijarów w Międzyrzeczu Koreckim, a następnie Seminarium Duchowne w Łucku (1825–1826). Wysłany w 1826 na Wydział Teologiczny Cesarskiego Uniwersytetu Wileńskiego, po 4 latach uzyskał stopień magistra teologii. Święcenia kapłańskie przyjął 25 września 1830 w Łucku.

## Działalność duszpasterska
Nauczyciel religii w szkole szlacheckiej w Żytomierzu. W 1835 obdarzony godnością żytomierskiego kanonika katedralnego. Od 1837 profesor religii na Uniwersytecie Kijowskim i kapelan tej uczelni. Od 1842 do końca życia pełnił urząd rektora Akademii Duchownej w Petersburgu i w latach 1843–1844 wykładał dogmatykę, a w latach 1843–1855 patrologię i homiletykę. 3 lipca 1848 prekonizowany biskupem tytularnym Carystus i koadiutorem metropolity mohylewskiego abpa Kazimierza Dmochowskiego. Sakrę biskupią przyjął 30 listopada 1848 roku. Po śmierci abpa K. Dmochowskiego rządy w archidiecezji objął 11 stycznia 1851. Trwał w ścisłej łączności ze Stolicą Apostolską, bronił praw Kościoła i starał się w metropolii o realizację konkordatu z 1847.
Obdarzony zaufaniem rządu carskiego. Konserwatysta w sprawach społecznych. Autor licznych publikacji teologicznych. Pociągały go problemy z pogranicza filozofii i teologii fundamentalnej. W swoich pismach poruszał problematykę stosunku filozofii do wiary i roli rozumu w teologii, dając wkład w rozwój myśli apologetycznej. Bronił też filozofii scholastycznej, wskazywał na niebezpieczeństwo dla chrześcijaństwa ze strony hegelianizmu, poddał krytyce poglądy Bronisława Trentowskiego na religię katolicką. Autor podręcznika „Homiletyka” (Kraków 1859). Podjął reformę kaznodziejstwa w zaborze rosyjskim poprzez powrót do źródeł biblijnych i patrystycznych. Interesował się historią. Redaktor i wydawca półurzędowego wydawnictwa źródeł do dziejów Kościoła Katolickiego w Rosji „Akty i gramoty o ustrojstve Rimsko-katoličeskoj Cerkvi v Imperii Rossijskoj i Carstve Polskom” (Petersburg 1849).

## Pielgrzymka do Ziemi Świętej
W 1839 ksiądz Hołowiński odbył kilkumiesięczną pielgrzymkę do Ziemi Świętej, do której dostał się drogą morską z Odessy przez Konstantynopol i Cypr. Przez Bejrut i Damaszek dotarł do Jerozolimy, zwiedzając również szmat Libanu i fragment Syrii. Podczas swej wędrówki nie ograniczał się tylko do świętych miejsc: poznał jezioro Genezaret, Morze Martwe i rzekę Jordan, wszedł też na góry Karmel i Tabor, a nawet na pokryty śniegiem szczyt Dżabal Sanin (2695 m n.p.m.) w górach Libanu (na północny wschód od Bejrutu), który dwadzieścia lat wcześniej zdobywał Wacław Seweryn Rzewuski. W drodze powrotnej do kraju zatrzymał się w Bursie w północno-wschodniej Anatolii, skąd odbył konną wycieczkę na szczyt Uludağ (2543 m n.p.m.). Zdobył go 13 listopada 1839 r., prawdopodobnie jako pierwszy Polak. Obszerną relację z tej podróży zamieścił w dziele pt. Pielgrzymka do Ziemi Świętej, wydanym po polsku w Petersburgu.

## Działalność literacka
W swoich utworach posługiwał się pseudonimem Kefaliński, pod którym wydał przekład sonetów Petrarki. Zasłynął tym, że jako pierwszy przetłumaczył dzieła Williama Shakespeare’a na język polski z oryginału angielskiego. Ukazały się one w Wilnie, w dwóch tomach, w latach 1839–1841, translacji doczekało się wtedy 6 utworów pisarza ze Stratford (Hamlet, Romeo i Julia, Sen nocy letniej – zatytułowany w tym przekładzie Sen w wigilią św. Jana – Makbet, Król Lear i Burza). W mniemaniu współczesnych nie stały one jednak na wysokim poziomie, sam Juliusz Słowacki stwierdził, że prawie nie da się w nich dostrzec Szekspira. Dziś pogląd na ten temat uległ ewolucji korzystnej dla tego pioniera. Przyjaźnił się z ukraińskim poetą i prozaikiem Pantelejmonem Kuliszem.